# Pic de la Grave
Pic de la Grave (3667 m n.p.m.) – szczyt w Alpach Delfinackich, części Alp Zachodnich. Leży w południowo-wschodniej Francji w regionie Owernia-Rodan-Alpy, przy granicy z Włochami.
Szczyt można zdobyć od południa ze schroniska Refuge de la Selle (2730 m) lub od północy ze schroniska Refuge Evariste Chancel (2506 m n.p.m.).